# Morten Gamst Pedersen
Morten Gamst Pedersen(Vadsø, 8 de setembro de 1981} é um futebolista norueguês que atua pelo Tromsø IL.

## Carreira
Pedersen começou no Tromso aos 18 anos,sendo vendido ao Blackburn aos 22 anos, após uma metade boa temporada na Noruega, por 1,5 milhão de euros.
No clube inglês, ficou no elenco por nove anos sendo um dos ídolos do clube, durante 2004 a 2013, atuando por 349 partidas e sendo um dos principais jogadores noruegueses no período.
Após o fim do ultimo contrato e não renovação com o Blackburn, teve uma rápida passagem no futebol turco, e no ano de 2014 voltou ao futebol noruegues, para atuar no Rosenborg BK e depois no time que foi revelado, o Tromsø IL. 